# أنديزيت بازلتي

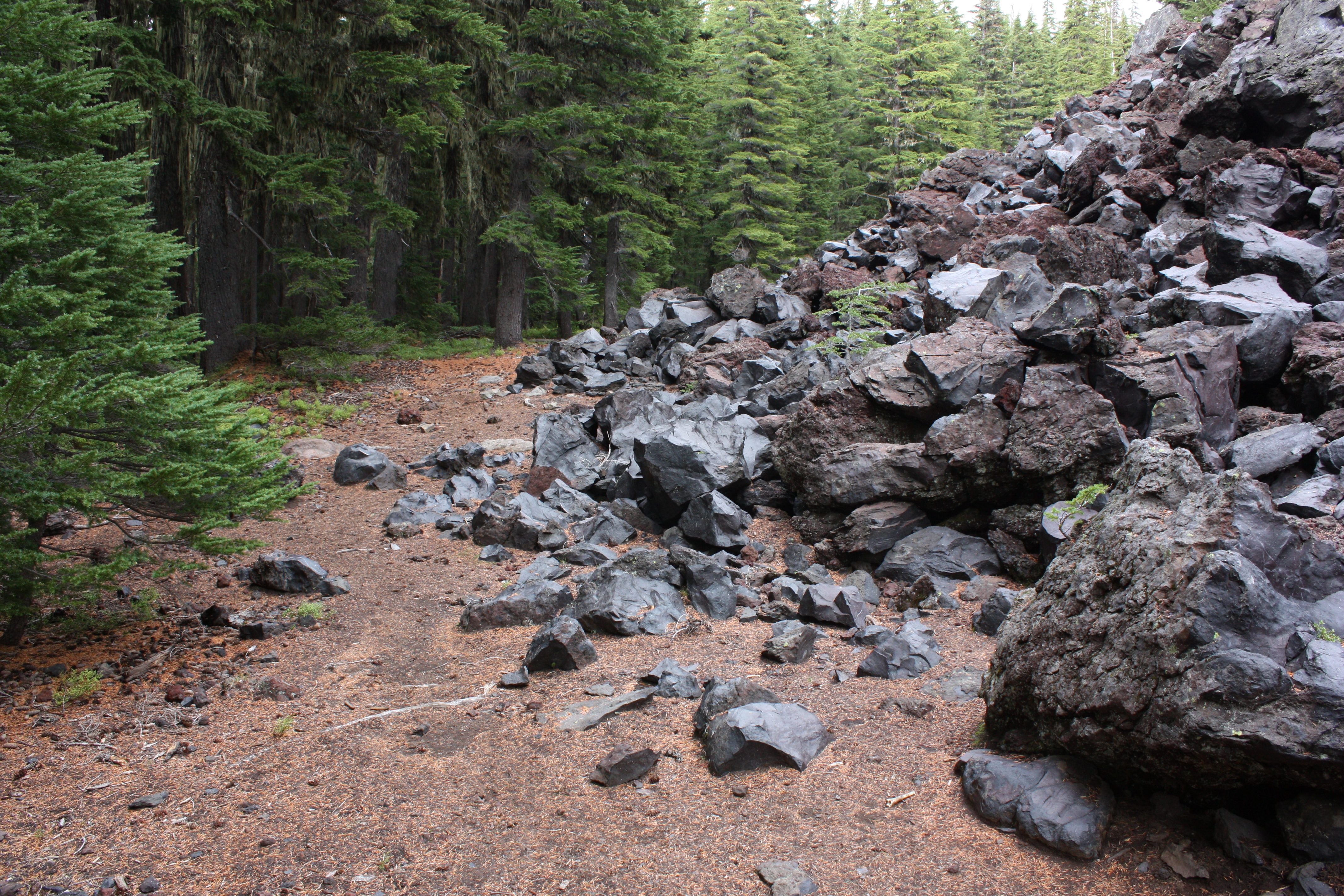
أنديزيت بازلتي في جبال كاسكيد

أنديزيت بازلتي صخر بركاني يحتوي على حوالي 55٪ من السيليكا. إنه متميز عن البازلت وأنديزيت في وجود نسبة مئوية مختلفة من محتوى السيليكا. تشمل المعادن في الأنديزيت البازلتي الزبرجد الزيتوني والأغويط وبلاجيوكلاس. يمكن العثور على الأنديزيت البازلتي في البراكين في جميع أنحاء العالم، بما في ذلك أمريكا الوسطى  وفي جبال الأنديز في أمريكا الجنوبية. 